# Палаццо Каппони Стампа
Пала́ццо Каппо́ни-Ста́мпа, также Палаццо Орсини-Каппони-Стампа-Педикони (итал. Palazzo Capponi Stampa, Palazzo Orsini Capponi Stampa Pediconi) — палаццо (городской дворец), построенный в XVII веке в Риме. Расположен в районе Понте ди Рома между улицами Виа деи Банки Нуови и Виа ди Панико, с видом на площадь Пьяцца дель Оролоджо. Памятник истории и архитектуры.
Улица Виа дельи Орсини получила свое название от древнего и знатного римского рода Орсини, владевшего здесь многочисленными объектами недвижимости, такими как близлежащая таверна Палаццо Орсини или здание, выходящее на эту улицу, Палаццо Каппони Стампа, построенное в начале семнадцатого века для Козимо Орсини.

## История и архитектура
Дворец был построен начале XVII века для Козимо Орсини. Представители древнего и знатного рода Орсини владели в этом районе Рима многими землями и домами. Поблизости у них был ещё один дворец, Палаццо Орсини Таверна, поэтому в 1672 году дворец был продан монсеньору Каппони, епископу Милетскому.
В начале XVIII века дворец был приобретён кардиналом Карло Гаэтано Стампа и переименован в Палаццо Стампа. По его воле здание было отреставрировано и украшено на фасаде фризами на окнах, которые отчётливо видны и в наше время. В последующие годы дворец был не только резиденцией семьи в Риме, но и высокопоставленных чиновников Папского государства, таких как монсеньор Вивиано Орфини, префект Анноны в 1820 году. Позднее здание было продано семье Педикони, римским землевладельцам, которые уступили его семье Кавалетти, маркизам Оливето Сабино, которые проживают в палаццо по настоящее время.
Примечательно, что 2 марта 1876 года на третьем этаже палаццо родился Эудженио Мария Джузеппе Джованни Пачелли, будущий папа Пия XII.
Вначале здание было трёхэтажным, в XIX веке к нему был пристроен четвёртый. Фасад дворца, выходящий на Виа Орсини, характеризуется рустовкой углов, карнизами под окнами с узором в виде трилистника, украшенным раковинами на первом этаже, капителями на втором и женскими маскаронами на третьем. На первом этаже есть две двойные двери, увенчанные головами фавнов, предназначенные для въезда карет. Двери ведут в большой двор, на стене которого, напротив входа, находится пристенный фонтан XVIII века, состоящий из большой арочной эдикулы, увенчанный «разорванным» фронтоном, в центре которого изображен орёл, геральдический символ рода Стампа, окруженный дубовой короной.